# Paola Villamonte Pérez
Paola Villamonte Pérez (Tuxtla Gutiérrez, Chiapas, 27 de enero de 1979) es una política mexicana, originaria de la ciudad de Tuxtla Gutiérrez, Chiapas, perteneciente al partido Movimiento Regeneración Nacional (MORENA). Actualmente, es Diputada Local de la LXVIII legislatura en el Congreso del estado de Chiapas en representación del Distrito XIII, correspondiente a su municipio de origen.

## Formación
Es Licenciada en Diseño Gráfico por la Universidad Iberoamericana campus Puebla. Cuenta con estudios de Diplomado en normas Profesionales de Auditoría del Sistema Nacional de Fiscalización y otro Diplomado en Ley General de Responsabilidades Administrativas, ambas por la Auditoría Superior del estado de Coahuila.

## Trayectoria
Inició su participación política en el año 2014, cuando el partido MORENA buscaba su registro, formándose entre las filas del naciente movimiento político.
En 2020, con la llegada de MORENA al Gobierno de Chiapas, es nombrada directora general de la Sociedad Operadora de la Torre Chiapas, S.A. de C.V.

### Congreso de Chiapas
En las elecciones locales de 2021, con una gran mayoría de votos fue electa Diputada de la LXVIII legislatura en el Congreso del estado de Chiapas por el Distrito XIII, con cabecera en la ciudad de Tuxtla Gutiérrez, cargo que actualmente posee.
Como Diputada Local, forma parte de las siguientes comisiones legislativas del Congreso del estado:
| Comisión legislativa                                                                                     | Cargo          |
| --- | -------------- |
| Comisión de Atención a Grupos Vulnerables                                                                | Presidenta     |
| Comisión de Vigilancia y Anticorrupción                                                                  | Presidenta     |
| Comisión de Editorial y Relaciones Públicas                                                              | Vicepresidenta |
| Comisión de Igualdad de Género                                                                           | Vicepresidenta |
| Comisión de Seguridad Social                                                                             | Secretaria     |
| Comisión de Trabajo y Seguridad Social                                                                   | Vocal          |
| Comisión de Desarrollo Social y de Seguimiento al Cumplimiento de los Objetivos de Desarrollo Sostenible | Vocal          |
| Comisión de Transparencia e Información Pública                                                          | Vocal          |